# Parchi nazionali della Lettonia
I parchi nazionali della Lettonia sono quattro.
| Nome                       | Regione           | Area (ha) | Anno | Localizzazione                                                      | Immagine | Link |
| -------------------------- | ----------------- | --------- | ---- | ------------------------------------------------------------------- | -------- | ---- |
| Parco nazionale del Gauja  | Livonia           | 91.745    | 1973 | Mappa di localizzazione: Lettonia · Parchi nazionali della Lettonia |          |      |
| Parco nazionale di Rāzna   | Livonia Semgallia | 59.615    | 2007 | Mappa di localizzazione: Lettonia · Parchi nazionali della Lettonia |          |      |
| Parco nazionale di Ķemeri  | Letgallia         | 40.692    | 1997 | Mappa di localizzazione: Lettonia · Parchi nazionali della Lettonia |          |      |
| Parco nazionale di Slītere | Curlandia         | 26.490    | 1999 | Mappa di localizzazione: Lettonia · Parchi nazionali della Lettonia |          |      |
| Totale                     | Totale            | 280.412   |      |                                                                     |          |      |